# Ембер Гленн
Éмбер Глéнн (англ. Amber Glenn; нар. 28 жовтня 1999, Плейно, США) — американська фігуристка, яка виступає в жіночому одиночному катанні. Чемпіонка Фіналу Гран-прі (2024), дворазова чемпіонка США (2024, 2025), переможниця етапів Гран-прі.
Станом на 2 квітня 2025 року посідає 4-те місце в рейтингу Міжнародного союзу ковзанярів.

## Біографія
Ембер Гленн народилася 28 жовтня 1999 року в місті Плейно, штат Техас. Почала займатися фігурним катанням 2004 року. Її батько Річард є офіцером поліції, у неї є молодша сестра на ім'я Брук. 
Гленн ідентифікує себе як пансексуалка; вона єдина відкрита ЛГБТК-фігуристка серед жінок у команді США. Вона також відверто розповідає, що страждає на СДУГ та синдром самозванця. У листопаді 2020 року розповіла, що працювала з творчою командою фільму «Юрій на льоду» під час виробництва у серпні 2017 року (у 2024 році фільм був скасований)[джерело?].

## Спортивна кар'єра

#### Сезон 2013—2014
Гленн виграла бронзову медаль на юніорському Гран-прі 2013 року в Чехії та стала національною чемпіонкою серед юніорів США 2014 року. Посівши 5 місце в короткій програмі та 8 у довільній, вона стала сьомою на Чемпіонаті світу серед юніорів 2014 року в Софії, Болгарія. Гленн тренувалася в Мак-Кінні, штат Техас, а потім у Stonebriar Ice у Фриско, штат Техас, доки ковзанка не закрилася у 2014 році.

#### Сезон 2014—2015
У травні 2014 року американське фігурне катання назвало Гленн лауреаткою нагороди Athlete Alumni Ambassador (3A) 2014 року. У серпні вона виграла бронзу Гран-прі у Франції. Вона посіла 6 місце на своєму другому етапі Гран-прі в Естонії та 13 – на старшому рівні на Чемпіонаті США 2015 року.

#### Сезон 2015—2016
Посіла 5 місце на юніорському Гран-прі у Латвії 2015 року. Боротьба з депресією призвела до того, що Гленн була госпіталізована на стаціонарне лікування, але, оскільки її перше міжнародне призначення старшого рівня на Autumn Classic International 2015 року ще не відбулося, вона вирішила залишити заклад, щоб відвідати змагання. Пізніше Гленн опише цю подію як «катастрофу», про яку вона не пам'ятає нічого, окрім 6 місця, та оголосила перерву. 2024 року вона розповіла, що психіатр сказав їй припинити кататися на невизначений термін. Вона відновила тренування у лютому 2016 року.

#### Сезон 2016—2017
Гленн посіла 5 місце на Nebelhorn Trophy, 4 – на Golden Spin у Загребі та 8 – на Чемпіонаті США 2017. Вона була обрана для участі в Чемпіонаті світу серед юніорів 2017 року, але знялася на початку березня. 

#### Сезон 2017—2018
Ембер Гленн посіла 8 місце на Lombardia Trophy. Її запросили взяти участь у її першому дорослому Гран-прі, Cup of China 2017, після зняття Грейсі Голд. Гленн посіла 10 місце та завершила сезон на 8 місці Чемпіонату США 2018 року.

#### Сезон 2018—2019
Гленн була шостою на Lombardia Trophy 2018 і сьомою на Чемпіонаті США 2019. Вона завершила сезон, посівши 4 місце на Challenge Cup 2019 року.

#### Сезон 2019—2020
|                                     |  |
| Гленн виступає на Cup of China 2019 |  |

Виграла бронзову медаль на U.S. Classic 2019. Це була її перша міжнародна медаль серед дорослих. У двох етапах Гран-прі вона посіла 7 місце на Skate America 2019 і 6 – на Cup of China 2019.
Була четвертою в короткій програмі на Чемпіонаті США 2020 року з чистим катанням і, зауважуючи свій недавній камінг-аут, сказала, що це «зняло вагу з моїх плечей. Це було дуже страшно, і не потрібно було прикидатися, що я та, ким я більше не є». Гленн опустилася на 5 місце після довільної програми і сказала, що їй потрібна подальша психологічна підготовка. Згодом посіла 9 місце на Чемпіонаті чотирьох континентів 2020 року.

#### Сезон 2020—2021
Пандемія COVID-19 стала причиною багатомісячної перерви в тренуваннях, після чого Ембер Гленн почала працювати над опануванням потрійного акселя, який вона на той момент періодично пробувала «для розваги» протягом дев'яти років. Вона пропустила перші віртуальні змагання через перелом орбітальної кістки після того, як втратила свідомість під час кріотерапії, але потім спробувала потрійний аксель вперше на змаганнях під час пізнішого віртуального внутрішнього змагання. Оскільки пандемія обмежила міжнародні поїздки, Міжнародний союз ковзанярів вирішив призначати Гран-прі на основі місця тренувань. Гленн взяла участь у Skate America 2020, де посіла 5 місце в короткій програмі та 6 – у довільній, а в загальному заліку залишилася на 5 місці.
Згодом спробувала потрійний аксель у короткій програмі на Чемпіонаті США 2021 року, але не змогла успішно приземлитися. Її відмінні виступи принесли їй найвище місце на змаганнях і першу національну медаль серед дорослих –  срібну. Вона сказала, що «щаслива нарешті показати виступ, яким я пишаюся». Гленн розповіла, що страждала від інфекції стопи, яка поширилася на коліно, і почала курс антибіотиків у день довільної програми.
Попри срібну медаль у Ембер Гленн, американське фігурне катання вирішило додати бронзову призерку Карен Чен та золоту медалістку Брейді Теннелл до складу команди Чемпіонату світу 2021 року. Гленн же ввійшла до складу запасних.

#### Сезон 2021—2022
Гленн відмовилася від участі в турнірі Cranberry Cup Бостонського ковзанярського клубу, але з'явилася на турнірі Finlandia Trophy 2021, де посіла десяте місце. На Skate America 2021 не виконувала потрійний аксель на змаганнях після труднощів на тренуванні. Сьома в обох сегментах змагань, вона посіла 6 загальне місце з результатом 201,02 бала, що стало першим подоланням 200 балів на міжнародному рівні. На NHK Trophy 2021 Гленн фінішувала сьомою.
Гленн завершила осінній сезон на Golden Spin у Загребі, де виграла срібну медаль. Намагаючись потрапити до складу американської олімпійської збірної на Чемпіонаті США 2022 року у січні, Гленн зіткнулася з труднощами в короткій програмі та фінішувала 14 у цьому сегменті. Після цього у неї був позитивний тест на COVID-19, і вона знялася перед довільною програмою. Її назвали запасною для олімпійської збірної.

#### Сезон 2022—2023

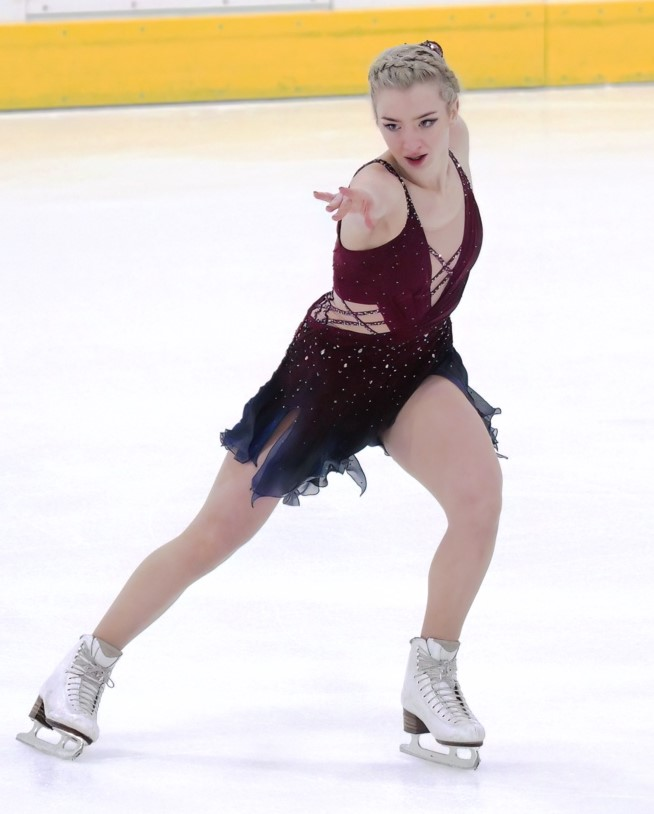
Гленн виступає на Lombardia Trophy 2022

Перед початком сезону Ембер Гленн переїхала до Колорадо-Спрінгс, штат Колорадо, щоб тренуватися під керівництвом Деймона Аллена, Теммі Гембілл і Віктора Пфайфера.
Гленн розпочала сезон, вигравши бронзову медаль на турнірі Cranberry Cup Бостонського ковзанярського клубу, а потім фінішувала четвертою на Lombardia Trophy 2022. На Гран-прі Skate America 2022 вона встановила особистий рекорд у короткій програмі, набравши 68,42 бала і посівши 3 місце в цьому сегменті, а потім знову посіла 3 місце у довільній програмі та здобула бронзову медаль. На NHK Trophy вона стала 11 з 12 у короткій програмі та 8 в довільній. У загальному заліку Гленн залишилася одинадцятою.
Ембер Гленн описала «змішані емоції» перед Чемпіонатом США 2023 року після розчарування минулого року. У короткій програмі вона посіла 4 місце. У довільній програмі стала третьою, здобула бронзову медаль. Вона сказала, що задоволена тим, як виступила, і що їй сподобався досвід національного чемпіонату та підтримка публіки.
Призначена на Чемпіонат чотирьох континентів 2023 року, фігуристка посіла 4 місце в короткій програмі, на 1,76 балів відстаючи від Чхе Йон Кім (Південна Корея), яка посіла третє місце. Гленн припустилася помилок у стрибках у довільній програмі й опустилася на 7 місце в загальному заліку, але сказала, що рада, що залишилася в «пристойному психічному стані».
Далі Гленн брала участь у Чемпіонаті світу 2023 року у Сайтамі, Японія, де фінішувала дванадцятою. Потім приєдналася до команди США на Командному чемпіонаті світу 2023 року в Токіо, фінішувавши шостою в обох своїх сегментах змагань. Команда США виграла золоту медаль.

#### Сезон 2023—2024

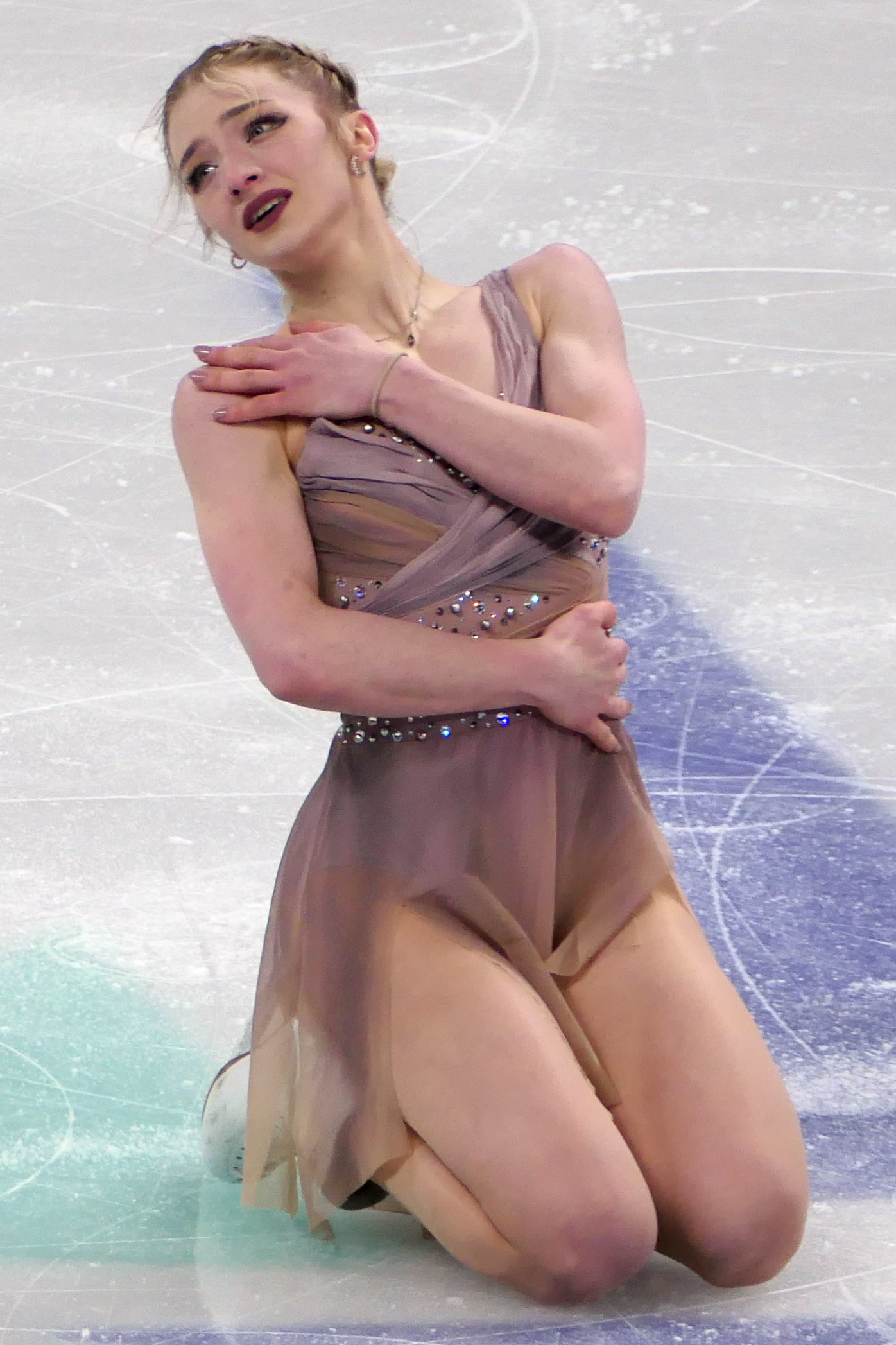
Гленн виступає на Чемпіонаті світу 2024 року

Після зіткнення на льоду з іншою фігуристкою на тренуванні на початку сезону, Ембер Гленн довелося на три тижні припинити тренування, через що вона пропустила серію Челленджер та інші ранні змагання.
На етапі Гран-прі Skate America посіла 2 місце в короткій програмі з новим особистим рекордом 71,45 балів. У довільній програмі вона зробила свою чотирнадцяту спробу потрійного акселя на змаганнях, вперше чисто приземливши стрибок. Вона була шостою американкою, яка виконала потрійний аксель на змаганнях, і четвертою на міжнародних змаганнях. Однак у другій половині програми спортсменка зазнала труднощів, двічі впала та опустивлася на 5 місце в загальному заліку.
У короткій програмі на Гран-прі Фінляндії 2023 року Гленн фінішувала одинадцятою з дванадцяти фігуристок. У довільній програмі вона стала другою, встановивши новий особистий рекорд у 133,78 балів. У загальному заліку стала третьою, здобувши бронзову медаль.
На Чемпіонаті США 2024 року Гленн посіла 2 місце в короткій програмі з чистим катанням. Вона розпочала свою довільну програму успішним потрійним акселем, але зазнала труднощів у другій половині програми. Спочатку вона вважала, що втратила свій шанс на золоту медаль, однак через помилки фігуристки Ізабо Левіто Гленн посіла 2 місце у сегменті та 1 місце в загальному заліку. Вона була першою чемпіонкою США, яка відкрито ідентифікує себе як квір. Ембер сказала, що «це був довгий шлях, щоб дістатися до цього титулу».
Її було призначено на Чемпіонат чотирьох континентів 2024 року, однак вона вирішила відмовитися від участі після перемоги на Чемпіонаті США, посилаючись на необхідність зосередитися на Чемпіонаті світу, який мав відбутися в Монреалі в березні. У короткій програмі на Чемпіонаті світу 2024 року Гленн стала дев'ятою. Вона виконала потрійний аксель у довільній програмі, але через інші помилки в стрибках фінішувала десятою у загальному заліку.

#### Сезон 2024—2025

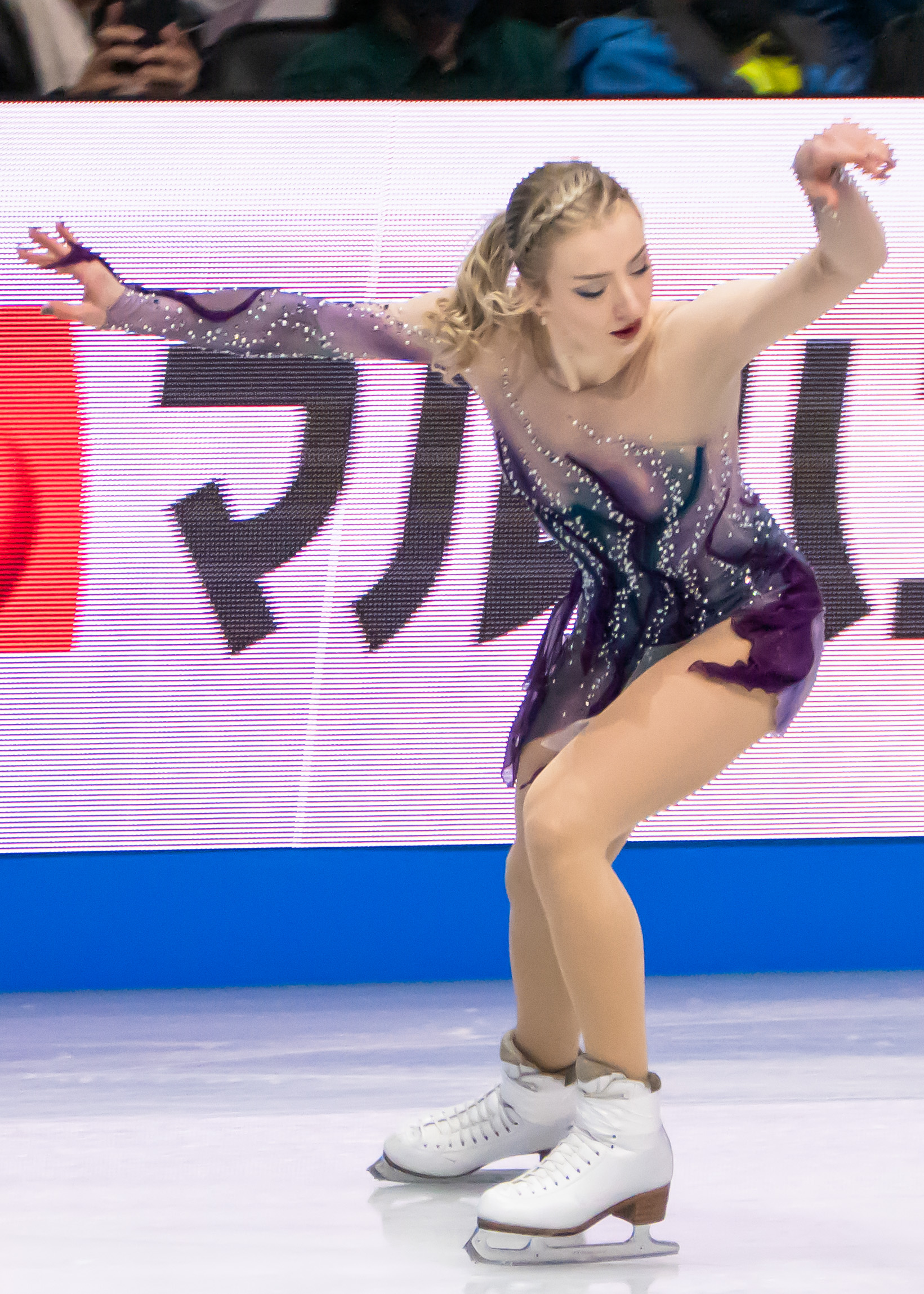
Гленн виступає на Чемпіонаті світу 2025 року

Розпочала сезон, вигравши золото на турнірі Lombardia Trophy та випередивши триразову чемпіонку світу Каорі Сакамото і її партнерку по команді Сару Евергардт.
На етапі Гран-прі у Франції Гленн виконала потрійний аксель у короткій програмі; її оцінка 78,14 балів була найвищою, яку коли-небудь отримувала американка. У довільній програмі вона припустилася кількох помилок, зокрема невдале приземлення на потрійному акселі та падіння під час іншого потрійного стрибка. Вона посіла 3 місце в довільній програмі, але залишилася першою у загальному заліку завдяки перевазі майже у 12 очок над срібною призеркою Вакабою Хігуті в короткій програмі. У 25 років Гленн стала найдорослішою американкою, яка вперше виграла титул Гран-прі.
На етапі Гран-прі Cup of China Гленн приземлила потрійний аксель у короткій програмі й посіла друге місце в цьому сегменті, лише на 0,02 бали відставши від лідерки Моне Тіби. У довільній програмі вона виконала вісім потрійних стрибків, зокрема потрійний аксель, і стала першою в цьому сегменті, а за результатами змагання виграла золоту медаль. Результати на етапах Гран-Прі дозволили їй потрапити у Фінал Гран-прі.
У Фіналі Гран-прі у грудні Гленн лідирувала після короткої програми, де успішно приземлила потрійний аксель. У довільній програмі вона помилилася під час приземлення потрійного акселя, однак все одно стала першою у загальному заліку. Вона стала першою американкою, яка виграла Фінал Гран-прі майже за п'ятнадцять років після того, як Алісса Сизні виграла його у 2010 році. Після перемоги Гленн сказала: «Це був бурхливий сезон. Я начебто боролася з цим синдромом самозванця. „О, ні, ні, я не перемогла, це не я“. Я просто рада, що моя працьовитість нарешті помітна».
У січні Гленн виступала на Чемпіонаті США 2025 року. У своїй короткій програмі вона припустилася кількох помилок, ставши третьою у цьому сегменті. У довільній програмі Гленн приземлила потрійний аксель, і хоча вона впала під час останнього стрибка, все одно виграла свій другий національний титул.
Гленн була однією з претенденток на подіум Чемпіонату світу 2025 року. У короткій програмі вона впала з потрійного акселя і посіла дев'яте місце в сегменті, набравши 67,65 балів. Після виступу фігуристка сказала: «Я, звісно, зараз дуже розчарована. Завжди важко повертатися після падіння. Мій тренер Деймон Аллен сказав мені після прокату, що він пишається мною за те, що я витримала залишок виступу, але, звичайно, я все одно розчарована». У довільній програмі вона припустилася помилки під час приземлення потрійного акселя, а також помилилася на інших стрибках, ставши четвертою в сегменті з 138,00 балами. У загальному заліку Гленн фінішувала п'ятою з 205,65 балами. Вона сказала, що «тренування йдуть добре, але в останній місяць я мала великі проблеми з психічним здоров'ям. Було багато горя та втрат, тому останнім часом було дуже важко».

## Програми
| Сезон     | Коротка програма | Довільна програма                                                                                 | Показова програма                                                                                    |
| --------- | --- | ------------------------------------------------------------------------------------------------- | --- |

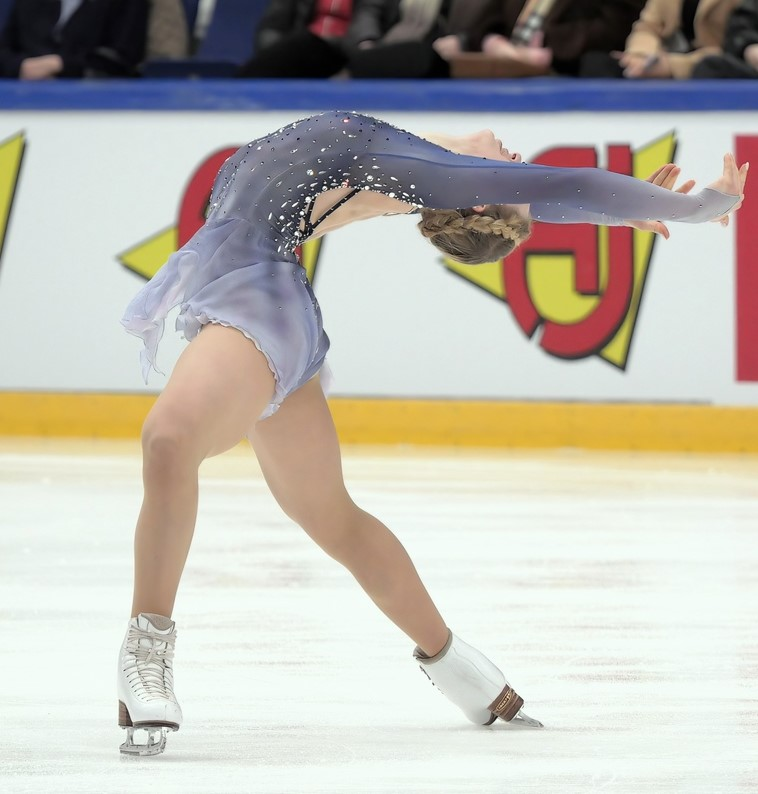
Гленн виконує «бауер» на Finlandia Trophy 2021

| 2011—2012 | - «El Tango de Roxanne» (з «Мулен Руж!»). Стінг, Маріано Морес                                                        | - «Лебедине озеро» Петро Чайковський, Клінт Манселл                                               | |
| 2012—2013 | - «El Conquistador» Максим Родрігес                                                                                   | - «Slumdog Millionaire» Алла Ракха Рахман                                                         | |
| 2013—2014 | - «Summertime» Giovanni                                                                                               | - Who Wants to Live Forever Браян Мей (у виконанні Девіда Ґарретта)                               | - Let It Go (з фільму Крижане серце). Крістен Андерсон-Лопес, Роберт Лопес, у виконанні Ідіни Мензел |
| 2014–2015 | - «Summertime» Giovanni                                                                                               | - «El Conquistador» Максим Родрігес - «Aranjuez» Роні Беніс                                       | |
| 2015—2016 | - «Feeling Good» (у виконанні Ніни Сімон)                                                                             | - «Les Misérables» Клод-Мішель Шенберг                                                            | |
| 2016—2017 | - «Send in the Clowns» Сюзан Бойл. Хореограф-постановник Скотт Браун                                                  | - «Rhapsody in Blue» Джордж Гершвін                                                               | |
| 2017—2018 | - «Fever» Бейонсе. Хореограф-постановник Скотт Браун                                                                  | - «The Red Violin» Джон Корільяно. Хореограф-постановник Скотт Браун                              | |
| 2018—2019 | - «Gravity» Сара Берелліс. Хореограф-постановник Данило Баранцев                                                      | - Bang Bang (My Baby Shot Me Down) (у виконанні Lady Gaga). Хореограф-постановник Данило Баранцев | |
| 2019—2020 | - «Scars» Медилін Бейлі                                                                                               | - «Gravity» Сара Берелліс                                                                         | - «Whole Lotta Woman» Келлі Кларксон                                                                 |
| 2020—2021 | - «Scars» Медилін Бейлі                                                                                               | - «Rain, in Your Black Eyes» Еціо Боссо. Хореограф-постановник Міша Ге                            | |
| 2021—2022 | - «Scars» Медилін Бейлі - «Circles» Людовіко Ейнауді (у виконанні Грети Звабо Беч). Хореограф-постановник Міша Ге     | - «Rain, in Your Black Eyes» Еціо Боссо. Хореограф-постановник Міша Ге                            | - «Bad Guy» Біллі Айліш - «Body Love Part 1» Мері Ламберт                                            |
| 2022—2023 | - «Hit the Road Jack» (у виконанні 2WEI). Хореографиня-постановниця Кетрін Гілл                                       | - «Without You» Хореограф-постановник Міша Ге                                                     | - «Bad Guy» Біллі Айліш                                                                              |
| 2023—2024 | - «Heads Will Roll» Yeah Yeah Yeahs (у виконанні Elephant Music). Хореографи-постановники Кейтлін Вівер, Ренді Стронг | - «Exogenesis: симфонія № 3» Muse. Хореографиня-постановниця Кетрін Гілл                          | - «Bad Guy» Біллі Айліш - «Vampire» Олівія Родріґо                                                   |
| 2024—2025 | - «This Time» Джанет Джексон. Хореографи-постановники Кейтлін Вівер, Ренді Стронг                                     | - «I Will Find You» Audiomachine - «The Return» CLANN. Хореографиня-постановниця Кетрін Гілл      | - «HOT TO GO!» Chappell Roan - «Vampire» Олівія Родріґо                                              |

## Спортивні досягнення

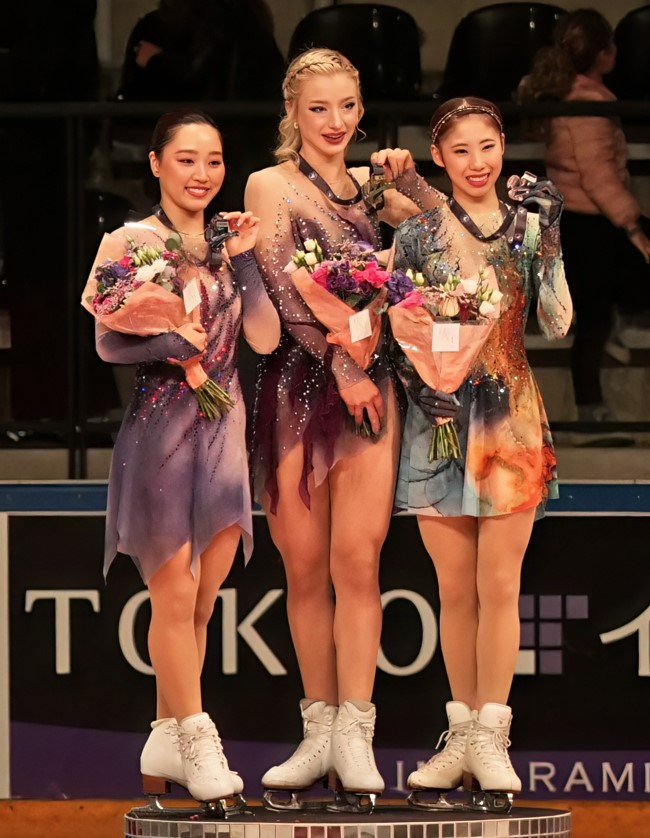
Призерки етапу Гран-прі Франції 2024 року (зліва направо): Вакаба Хігуті (срібло), Ембер Гленн (золото), Ріон Сумійосі (бронза)

| Змагання                           | 12/13      | 13/14      | 14/15      | 15/16      | 16/17      | 17/18      | 18/19      | 19/20      | 20/21      | 21/22      | 22/23      | 23/24      | 24/25      |
| Міжнародні                         | Міжнародні | Міжнародні | Міжнародні | Міжнародні | Міжнародні | Міжнародні | Міжнародні | Міжнародні | Міжнародні | Міжнародні | Міжнародні | Міжнародні | Міжнародні |
| ---------------------------------- | ---------- | ---------- | ---------- | ---------- | ---------- | ---------- | ---------- | ---------- | ---------- | ---------- | ---------- | ---------- | ---------- |
| Чемпіонат світу                    |            |            |            |            |            |            |            |            |            |            | 12         | 10         | 5          |
| Чемпіонат чотирьох континентів     |            |            |            |            |            |            |            | 9          |            |            | 7          |            |            |
| Фінал Гран-прі                     |            |            |            |            |            |            |            |            |            |            |            |            | 1          |
| Етап Гран-прі. Skate America       |            |            |            |            |            |            |            | 7          | 5          | 6          | 3          | 5          |            |
| Етап Гран-прі. NHK Trophy          |            |            |            |            |            |            |            |            |            | 7          | 11         |            |            |
| Етап Гран-прі. Cup of China        |            |            |            |            |            | 10         |            | 6          |            |            |            |            | 1          |
| Етап Гран-прі. Франція             |            |            |            |            |            |            |            |            |            |            |            |            | 1          |
| Етап Гран-прі. Фінляндія           |            |            |            |            |            |            |            |            |            |            |            | 3          |            |
| Челленджер. Finlandia Trophy       |            |            |            |            |            |            |            |            |            | 10         |            |            |            |
| Челленджер. Golden Spin of Zagreb  |            |            |            |            | 4          |            |            |            |            | 2          |            | 2          |            |
| Челленджер. Lombardia Trophy       |            |            |            |            |            | 8          | 6          |            |            |            | 4          |            | 1          |
| Челленджер. Nebelhorn Trophy       |            |            |            |            | 5          |            |            |            |            |            |            |            |            |
| Челленджер. U.S. Classic           |            |            |            |            |            |            |            |            |            | 3          |            |            |            |
| Autumn Classic                     |            |            |            | 6          |            |            |            |            |            |            |            |            |            |
| Challenge Cup                      |            |            |            |            |            |            | 4          |            |            |            |            |            |            |
| Cranberry Cup                      |            |            |            |            |            |            |            |            |            |            | 3          |            |            |
| Philadelphia Summer                |            |            |            |            |            | 5          | 5          |            |            |            |            |            |            |
| Командні                           |            |            |            |            |            |            |            |            |            |            |            |            |            |
| Командний Чемпіонат світу          |            |            |            |            |            |            |            |            |            |            | 1 (6)      |            |            |
| Національні                        |            |            |            |            |            |            |            |            |            |            |            |            |            |
| Чемпіонат США                      |            |            | 13         |            | 8          | 8          | 7          | 5          | 2          |            | 3          | 1          | 1          |
| Юніорські                          |            |            |            |            |            |            |            |            |            |            |            |            |            |
| Чемпіонат світу серед юніорів      |            | 7          |            |            |            |            |            |            |            |            |            |            |            |
| Чемпіонат США (юніори)             | 5          | 1          |            |            |            |            |            |            |            |            |            |            |            |
| Етап юніорського Гран-прі: Чехія   |            | 3          |            |            |            |            |            |            |            |            |            |            |            |
| Етап юніорського Гран-прі: Естонія |            |            | 6          |            |            |            |            |            |            |            |            |            |            |
| Етап юніорського Гран-прі: Франція |            |            | 3          |            |            |            |            |            |            |            |            |            |            |
| Етап юніорського Гран-прі: Латвія  |            |            |            | 5          |            |            |            |            |            |            |            |            |            |